# 坊城俊章
坊城 俊章（ぼうじょう としあや）は、日本の公家、陸軍軍人・政治家。陸軍歩兵中佐、貴族院伯爵議員。

## 経歴
山城国京都で坊城俊克の長男として生まれ、父の養子で従兄弟の坊城俊政の養子となる。安政4年11月25日（1858年1月9日）に元服し昇殿を許される。元治元年12月25日（1865年1月22日）侍従となる。
慶応3年12月9日（1868年1月3日）王政復古を迎え、慶応4年2月20日（1868年3月13日）参与、弁事加勢に就任。以後、弁事、外国事務局権補、三等陸軍将を歴任。同年8月、旧幕府艦隊に備えて摂泉防禦総督に就任し大坂警備に当たった。さらに、左少弁、三陸巡察使、陸軍少将、兼三陸磐城両羽按察使、兼三陸磐城両羽按察次官などを経て、明治3年9月24日（1870年10月18日）第一次山形県知事に就任し、明治4年10月5日（1871年11月17日）に免本官となる。その後、ロシア帝国、ドイツ帝国に留学し、1874年（明治7年）7月に帰国した。その後、近衛歩兵大隊長、第1師管軍法会議判士長などを務め、陸軍歩兵中佐に進み、日清戦争では台湾兵站司令官として従軍した。
養父・俊政の死去に伴い、1881年（明治14年）11月7日、家督を相続。1884年（明治17年）7月7日、伯爵を叙爵。1897年（明治30年）7月10日、貴族院伯爵議員に選出され死去するまで在任した。

## 栄典
- 1885年（明治18年）4月7日 - 勲四等旭日小綬章[8]
- 1889年（明治22年）11月29日 - 大日本帝国憲法発布記念章[9]
- 1906年（明治39年）4月1日 - 勲二等瑞宝章[10]

## 系譜
- 父：坊城俊克
- 母：不詳
- 養父：坊城俊政
- 妻：坊城久子（ひさこ、松平頼聰養女、松平頼覚七女）[2]
- 男子：坊城俊徳（伯爵）[2]
- 四男：坊城俊良（伯爵）[2]
- 五男：坊城俊賢（男爵、坊城俊延養子）[2]
- 娘：壽重子 - 京都帝国大学助教授・井上昇（井上角五郎三男）の妻[11]